# (91214) Diclemente
(91214) Diclemente – planetoida z grupy pasa głównego asteroid okrążająca Słońce w ciągu 3 lat i 82 dni w średniej odległości 2,18 j.a. Została odkryta 23 grudnia 1998 roku. Przed nadaniem nazwy planetoida nosiła oznaczenie tymczasowe (91214) 1998 YB10.